# Xã Holton, Michigan
Xã Holton (tiếng Anh: Holton Township) là một xã thuộc quận Muskegon, tiểu bang Michigan, Hoa Kỳ. Năm 2010, dân số của xã này là 2.515 người.